# Bliss-Leavitt Mark 13
Bliss-Leavitt Mark 13 bylo americké 569mm letecké torpédo používané zejména letectvem amerického námořnictva za druhé světové války. Jako letecké torpédo nahradilo ve třicátých letech 20. století předchozí 450mm torpéda Mark 7 a používalo se až do roku 1950. Od poloviny roku 1943 se začala torpéda Mark 13 používat i na torpédových člunech PT kde nahradila 533mm torpéda Mark 8.
Během druhé světové války bylo s torpédem Mark 13 podniknuto 1287 útoků, dosaženo 514 zásahů a mezi oběťmi Mark 13 skončilo i šest letadlových lodí japonského císařského námořnictva a dvě největší bitevní lodě na světě: Jamato a Musaši.

## Vývoj

### Vznik
V roce 1925 zahájilo americké námořnictvo vývoj speciálního leteckého torpéda v rámci projektu G-6. Již následujícího roku byl ale projekt zastaven a byla dána přednost úpravě původně ponorkového 450mm torpéda Mark 7. V roce 1927 byl projekt G-6 obnoven a v srpnu 1930 bylo novému torpédu oficiálně přiděleno označení Mark 13. Již v říjnu téhož roku byl ale projekt opět zastaven, neboť americké námořnictvo vkládalo velké naděje do střemhlavého bombardování a torpédonosné letouny měly nést nová lehká torpéda. Koncepce lehkého 1000lb (453,6 kg) torpéda se ale neuplatnila a v červenci 1931 byly práce na Mark 13 obnoveny. V roce 1935 bylo Mark 13 přijato do výzbroje jako první speciálně navržené letecké torpédo amerického námořnictva.

### Velký torpédový skandál

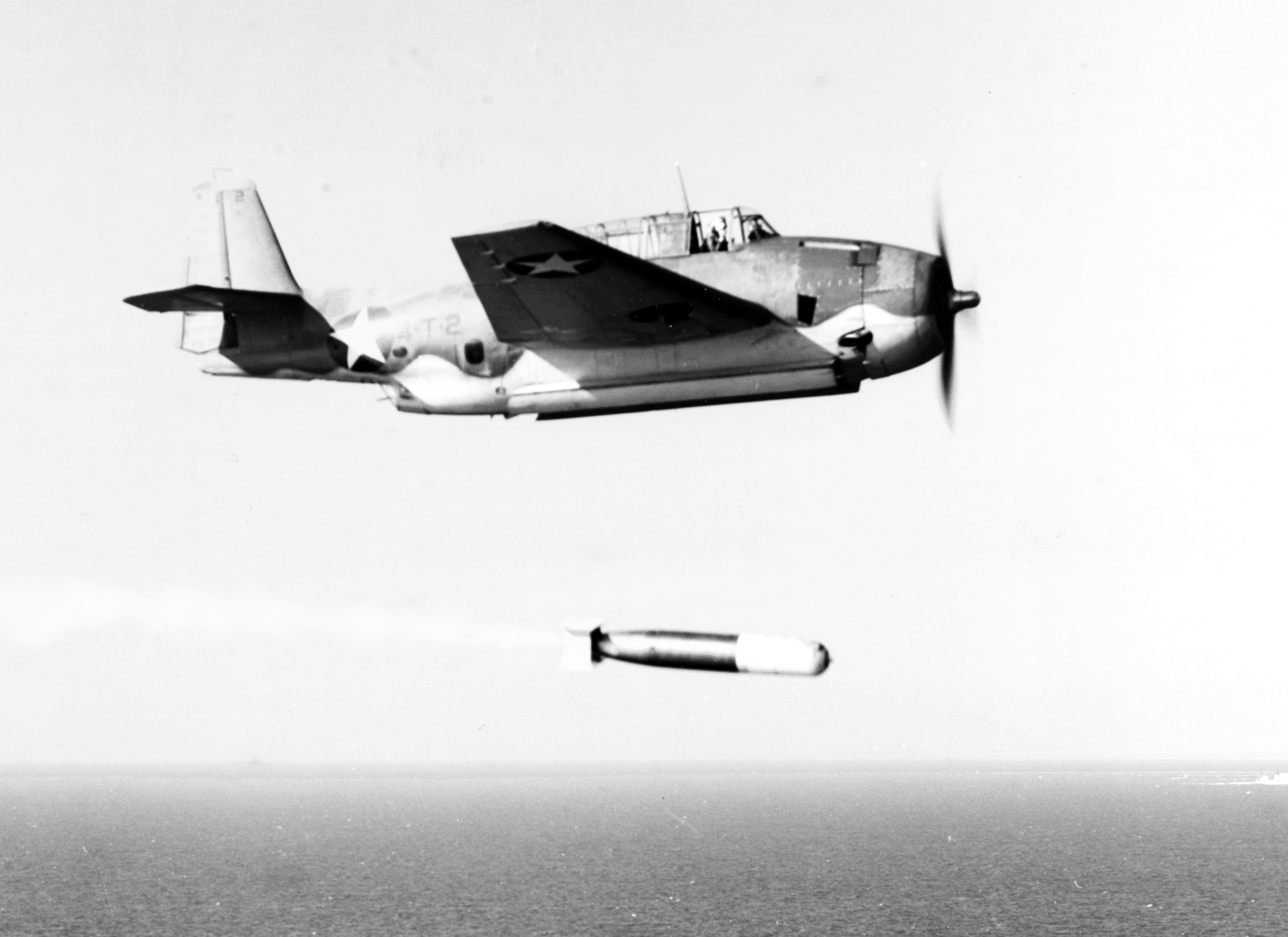
Mark 13 právě odhozené z TBF-1 4-T-2 od VT-4, pravděpodobně 1942. Jedná se o starší model torpéda. Jeho turbína byla nastartována již při odhozu, jak dosvědčuje pruh spalin za torpédem.

Původní model torpéda vyžadoval odhoz z výšky 50 stop (15,2 m) při rychlosti letadla 110 uzlů (203,7 km/h). To znamenalo značné ohrožení útočícího letounu protiletadlovou palbou a stíhači nepřítele. Navíc pohonný a řídící systém torpéda byly značně poruchové: ze 105 zkušebních shozů v roce 1943 se zjistilo, že pouze 31 % shozených torpéd pokračovalo k cíli správným kurzem a ve správné hloubce.
Řešení se našlo v podobě překližkové „krabice“ kolem stabilizátorů a překližkovém válci chránícím hlavici torpéda. Díky těmto úpravám bylo torpédo při shozu stabilizováno, zpomaleno během pádu až o 40 % a dopadalo do vody hlavicí napřed. Dřevěný kryt hlavice rovněž absorboval energii nárazu na vodní hladinu. Po dopadu se kryt i „krabice“ kolem stabilizátorů od torpéda oddělily. Rovněž se experimentovalo se stabilizací pomocí padáku místo překližkové „krabice“. Díky těmto opatřením se modifikovaná torpéda dala shazovat z výšky 2400 stop (731,5 m) při rychlosti 410 uzlů (759,3 km/h). Zlepšení parametrů pro odhoz torpéda ale s sebou přineslo další problém: u původního modelu se turbína spouštěla již při odhozu. Dlouhá doba letu (již při odhozech z 800 stop – tedy 243,8 metrů) ale způsobovala to, že se odporem vody nezatížená turbína rozletěla a torpédo bylo zničeno. Na spodní část střední sekce torpéda proto byla namontována malá ploutvička, která fungovala jako vačka a která spouštěla turbínu teprve po dopadu do vody. Vývoj nového modelu torpéda Mark 13 probíhal na NAWS (Naval Air Weapons Station ~ Námořní letecká zbrojní stanice) China Lake.
Novým modelem Mark 13 byly bojové jednotky kompletně vybaveny na podzim 1944.

### GT-1

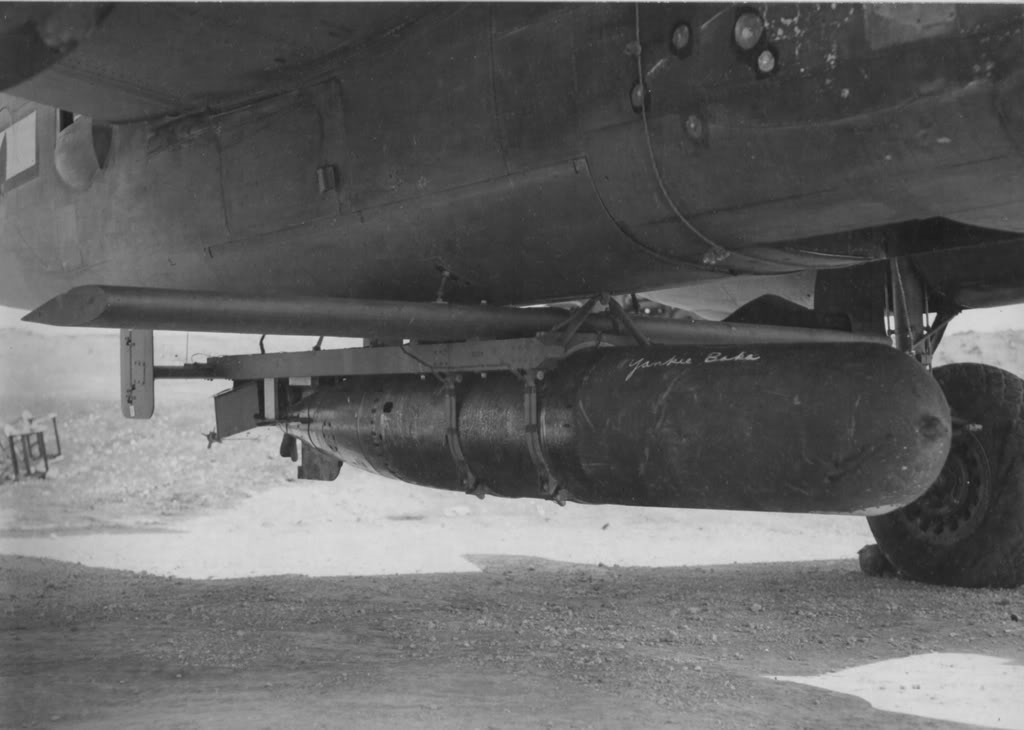
GT-1 zavěšené pod trupem bombardéru B-25J Mitchell

Během druhé světové války bylo pro United States Army Air Forces vyvinuto klouzavé torpédo GT-1: torpédo Mark 13 opatřené křídlem a ocasními plochami pro shoz z letadel mimo dostřel protiletadlových kanonů napadeného plavidla. GT-1 se dočkalo pouze omezeného nasazení koncem války v Tichomoří.

## Popis

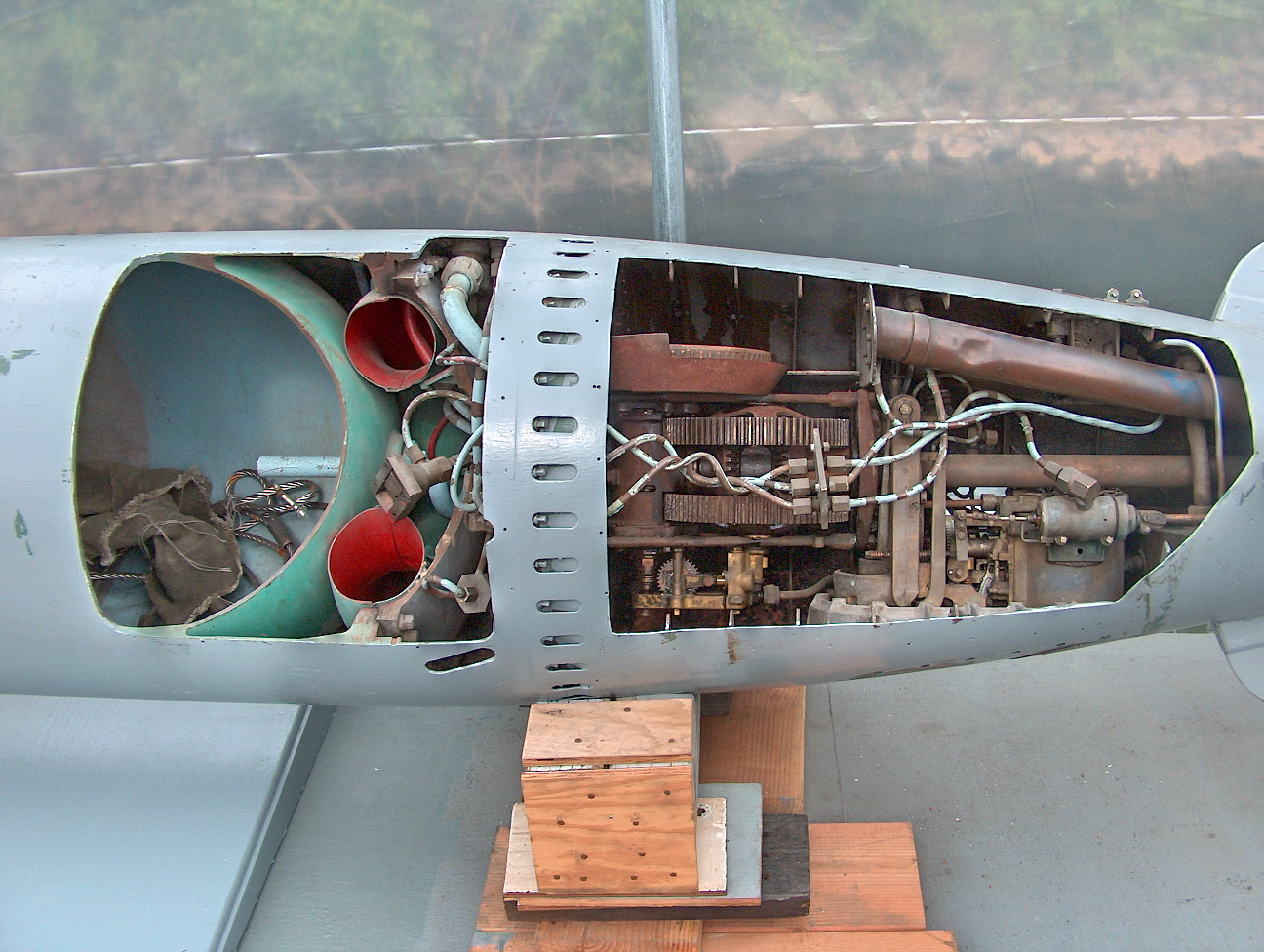
Pohonný systém torpéda Mark 13: Zcela vlevo je rozříznutá nádrž na stlačený vzduch, napravo od ní je rozříznutá palivová nádrž. Následuje přepážka, která odděluje palivovou sekci od turbínové a převodové sekce v zadní části torpéda. Jeden ze dvou rotorů plynové turbíny je vidět vlevo nahoře (druhý je zakrytovaný). Napravo pod ním se nachází ozubené převody převádějící otáčky turbíny na vnitřní a vnější hřídel. Napravo nahoře je výfuková trubka odvádějící spaliny do zadní části torpéda, pod ní je vidět vnější hřídel pohánějící přední vrtuli. Vedle hřídele u ozubených kol je hloubkoměr a pod hřídelí vpravo je gyroskop.

Mark 13 poháněla plynová turbína se dvěma protiběžnými rotory, které společně přes převod poháněly dvě čtyřlisté protiběžné vrtule. Plyn pro pohon turbíny vznikal spalováním alkoholu za pomoci stlačeného vzduchu a vstřikování sladké vody do spalovací komory (tzv. systém Wet-heater). Voda ochlazovala spalovací komoru a po přeměně v páru zvyšovala výkon turbíny. Směs spalin a páry byla po průchodu turbínou vyfukována zadní částí torpéda. Unikající spaliny vytvářely viditelnou stopu na hladině za torpédem.
Na rozdíl od torpéd Mark 14 (pro ponorky) a Mark 15 (pro nadhladinové torpédomety), se kterými bylo po konstrukční stránce podobné, nemělo letecké torpédo Mark 13 možnost nastavit rychlost (a tím pádem i dosah) a k cíli se přibližovalo rychlostí 33,5 uzlů (62,0 km/h).
Torpédo Mark 13 bylo vybaveno pouze kontaktním zapalovačem Mark 4, který byl spolehlivější než Mark 6 u torpéd Mark 14 a 15 díky nižší rychlosti při nárazu a díky absenci nespolehlivého magnetického detektoru.
Pozdější upravený model torpéda, který se dal shazovat z větších výšek a při vyšších rychlostech, vstupoval do vody pod úhlem 26 až 30 °, přičemž se mohl ponořit až do hloubky 150 stop (45,7 m). Po 200 yardech (182,9 m) se torpédo odjistilo a po dalších 100 yardech (91,4) vystoupalo na přednastavenou hloubku. Ta se nastavovala před startem letounu podle charakteru předpokládaného cíle, ale bylo jí možné změnit i za letu podle aktuální situace. Maximální nastavitelná hloubka pro Mark 13 byla 50 stop (15,2 m).

## Nasazení

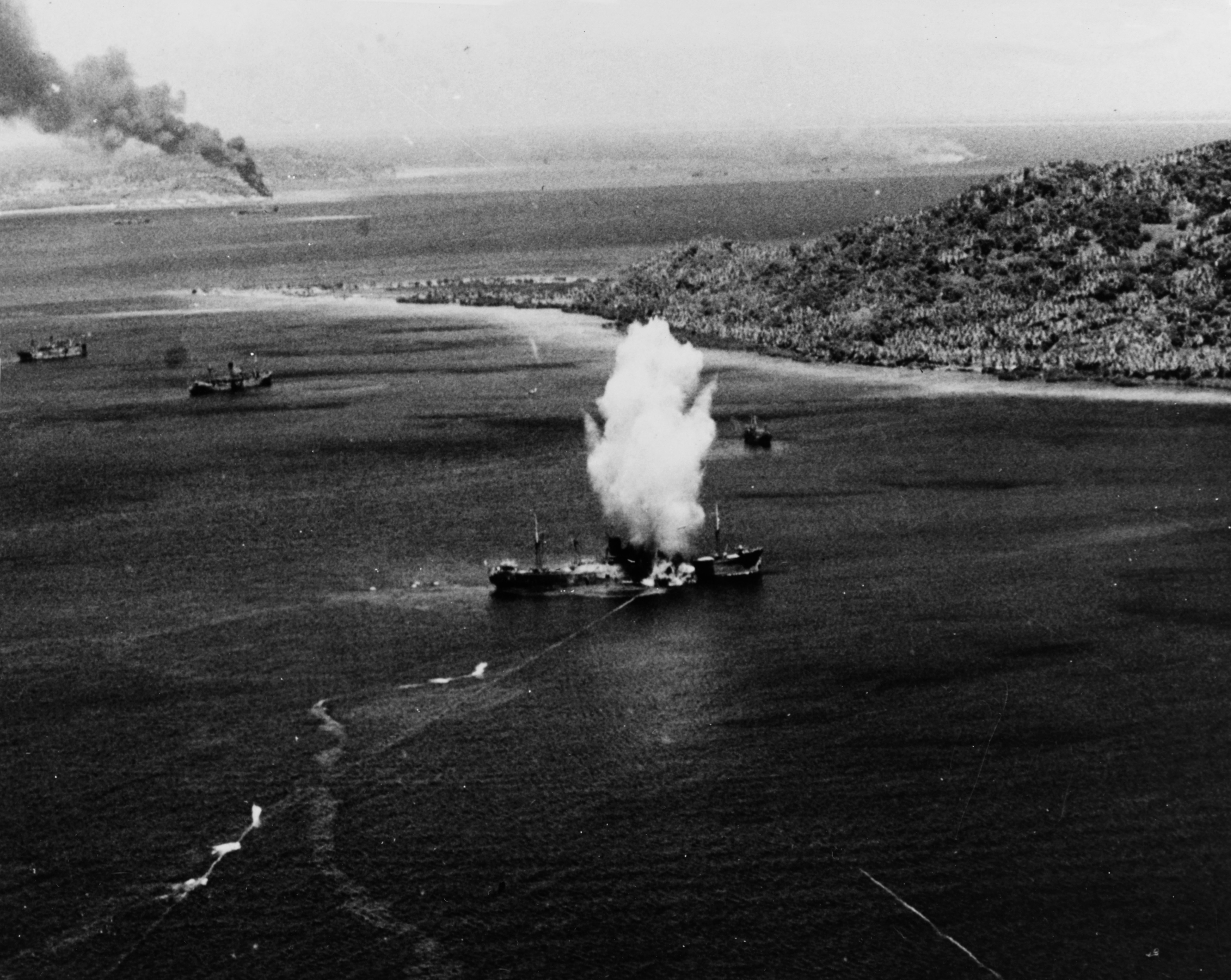
Japonská nákladní loď Amagisan Maru zasažená torpédem Mark 13 během operace Hailstone 17. února 1944. Lze rozpoznat i stopu zanechanou torpédem na hladině.

Poprvé bylo Mark 13 nasazeno proti nepříteli 1. února 1942 během nájezdu na Marshallovy ostrovy. Ráno toho dne zaútočilo devět TBD-1 Devastator od VT-6 z USS Enterprise, které vedl LCDR Lance E. Massey, na japonské lodě v laguně atolu Kwajalein. Americkým letounům se podařilo potopit transportní loď Bordeaux Maru a poškodit cvičný křižník Katori, minonosku Tokiwa, ponorku I-23, mateřskou loď ponorek Jasukuni Maru, tankery Toa Maru a Hojo Maru a některá další plavidla. Není známo, zda se některá z těchto lodí stala obětí torpéd Mark 13, či zda všechna podlehla pumám ostatních letounů.
Během následujícího nájezdu na Lae a Salamaua 10. března 1942 se třinácti torpédy vyzbrojeným TBD-1 od VT-2 z USS Lexington podařilo potopit armádní transport Jokohama Maru, která byla zasažena nejméně jedním torpédem. Ostatní torpéda buďto selhala nebo se zaryla do dna mělkého přístavu.
Dne 4. května 1942 zaznamenali letci VT-5 z USS Yorktown pouze jeden zásah na torpédoborci Kikizuki při spotřebě 23 torpéd. Během bitvy v Korálovém moři byla 7. května letadlová loď Šóhó zasažena nejméně sedmi z 22 vypuštěných torpéd Mark 13. Během útoku na Šókaku a Zuikaku následujícího dne ani jedno z 20 torpéd, vypuštěných letci VT-2 a VT-5, nezasáhlo.
Naprostou katastrofu pro torpédonosné letouny znamenala bitva u Midway, kde utrpěly těžké ztráty nejenom torpédové bombardéry námořnictva (TBD od VT-8, VT-6 a VT-3 a nové TBF-1 od VT-8 na Midway), ale i nasazené armádní torpédonosné B-26. Jediným úspěchem amerických torpéd během této bitvy bylo poškození tankeru Akebono Maru jedním torpédem svrženým PBY-5A Catalinou v noci na 4. června. USAAF rovněž nasadilo torpédy Mark 13 vyzbrojené B-26 při obraně Aleut během japonské operace AL, ale rovněž nedosáhlo žádného úspěchu.
Během bitvy u východních Šalomounů bylo použito celkem dvanáct torpéd Mark 13, z toho sedm proti letadlové lodi Rjúdžó. Ta se po zásahu jedním torpédem (není jednoznačné, zda loď nebyla zasažena i několika pumami) potopila.
Během bitvy ve Filipínském moři byla jedním torpédem zasažena letadlová loď Hijó, což přispělo k jejímu potopení.
Na podzim 1944 byly bojové jednotky přezbrojeny na nový model torpéda Mark 13.
Během série bitev u Leyte byla nejprve během bitvy v Sibuyanském moři potopena bitevní loď Musaši, kterou vedle pum zasáhlo 11 až 19 torpéd Mark 13. Během bitvy u mysu Engaño byly torpédy zasaženy letadlové lodě Zuikaku (16 torpéd a pumy), Čitose (až tři torpéda), a Zuihó (dvě torpéda a pumy). Nakonec během bitvy u ostrova Samar torpédům Mark 13 Avengerů z eskortních letadlových lodí padl za oběť těžký křižník Čikuma. I nadále se torpéda Mark 13 uplatňovala při likvidaci císařského námořnictva během bojů o Filipíny, mimo jiné při potopení těžkých křižníků Nači a Kumano.
Během americké reakce na japonskou operaci Ten-gó byl sedmi torpédy (a několika pumami) zasažen a následně potopen lehký křižník Jahagi a o něco později ho po minimálně deseti torpédech a několika pumách následovala i bitevní loď Jamato.
Celkem bylo během druhé světové války s torpédem Mark 13 podle US Naval Weapons od Normana Friedmana podniknuto 1287 torpédových útoků a bylo docíleno 514 zásahů, což dává úspěšnost 39,9 %. Koncem války dokonce US Navy považovalo Mark 13 za nejlepší letecké torpédo a ponechalo si ho ve výzbroji až do roku 1950.